# 1847 Stobbe
1847 Stobbe eller A916 CA är en asteroid i huvudbältet, som upptäcktes 1 februari 1916 av den dansk amerikanske astronomen Holger Thiele i Bergedorf, Hamburg. Den har fått sitt namn efter Joachim Otto Stobbe.
Asteroiden har en diameter på ungefär 17 kilometer.